# Gosaldo
Gosaldo là một đô thị ở tỉnh Belluno trong vùng Veneto, có vị trí cách khoảng 90 km về phía tây bắc của Venice và khoảng 25 km về phía tây bắc của Belluno. Tại thời điểm ngày 31 tháng 12 năm 2004, đô thị này có dân số 843 và diện tích 48,8 km².
Đô thị Gosaldo có các frazioni (các đơn vị trực thuộc, chủ yếu là thôn làng) Don, Sarasin, and Tiser.
Gosaldo giáp các đô thị: Cesiomaggiore, Rivamonte Agordino, Sagron Mis, Sedico, Sospirolo, Taibon Agordino, Tonadico, Voltago Agordino.